# サントリービバレッジプロダクツ
サントリービバレッジプロダクツ株式会社は、かつて存在したサントリーの関連企業。神奈川県綾瀬市深谷上八丁目27番1号に本社を置いていた。

## 概要
首都圏の清涼飲料の生産拠点として、サントリーが資本100%を出資し2005年9月28日に設立した。2007年、同住所にある神奈川綾瀬工場で稼動を開始した。
2011年4月1日、サントリープロダクツに統合された。